# Coupe de Tunisie de football 1986-1987
Navigation
Coupe de Tunisie 1985-1986 Coupe de Tunisie 1987-1988
La coupe de Tunisie de football 1986-1987 est la 31e édition de la coupe de Tunisie depuis 1956, et la 56e en tenant compte des éditions jouées avant l'indépendance. Elle est organisée par la Fédération tunisienne de football (FTF).
Le Club athlétique bizertin bat en finale l'Avenir sportif de La Marsa et remporte ainsi sa deuxième coupe de Tunisie. Il se qualifie en finale en remportant trois matchs sur quatre par des tirs au but, après un score nul (0-0).

## Résultats

### Deuxième tour éliminatoire
Il concerne les 28 clubs de division 3 qualifiés du premier tour et seize clubs représentant les huit ligues régionales.
- Avenir sportif de Lalla(Ligue Sud-Ouest) - Union sportive de Ksour Essef : 1 - 0
- Union sportive de Bousalem - El Ahly Mateur : 2 - 0
- Union sportive de Ben Guerdane - Aigle sportif de Téboulba : Forfait
- Football Club de Jérissa (Ligue Nord-Ouest) - El Alia Sport (Ligue Nord) : 2 - 1
- Teboulbou sport de Gabès - Club olympique de Sidi Bouzid : 0 - 1
- Football Mdhilla Club - Stade soussien : 0 - 0 (t. a. b. :4 - 3)
- Avenir sportif de Gabès - Club sportif de Khniss : Forfait
- Avenir sportif de Beni Khedache(Ligue Sud-Est) - Club sportif de Sakiet Ezzit (Ligue Sud) : Forfait
- Association sportive Ittihad - Jeunesse sportive métouienne : 0 - 3
- Espoir sportif de Bouficha(Ligue Centre) - Étoile olympique La Goulette Kram (Ligue Tunis-Cap Bon) : 2 - 2 (t. a. b. :4 - 2)
- Tataouine Sport - Oasis sportive de Chenini (Ligue Sud-Est) : 2 - 1
- Ennahdha sportive de Jemmal (Ligue Centre-Est) bat La Palme sportive de Tozeur
- STIR sportive de Zarzouna - Avenir sportif d'Oued Ellil : 0 - 4
- Kalâa Sport - Avenir sportif de Tozeur  (Ligue Sud-Ouest) : 0 - 0 (t. a. b. : 5 - 6)
- Club sportif de Korba (Ligue Tunis-Cap Bon) - Étoile sportive de Béni Khalled : 1 - 1 (t. a. b. : 3 - 4)
- Tinja Sport - Dahmani Athlétique Club (Ligue Nord-Ouest) : 1 - 0
- Enfida Sports bat Club sportif de Makthar
- Jeunesse sportive Cité El Habib (Ligue Sud) - Kerkennah Sport : 1 - 0
- Chehab sportif de Ouerdanine - El Gawafel sportives de Gafsa-Ksar : 0 - 0 (t. a. b. : 2 - 4)
- Club sportif de Bargou - Jendouba Sports : 4 - 2
- Club sportif de Sidi Thabet (Ligue Nord) - Croissant sportif de M'saken (Ligue Centre) : 0 - 2
- Avenir populaire de Soliman - Jeunesse sportive de Manouba : 0 - 3

### Troisième tour éliminatoire
Ce tour concerne les 22 clubs qualifiés du second tour et quatorze clubs de division d'honneur (Ligue II).
- Stade africain de Menzel Bourguiba (Ligue II) - Avenir sportif de Lalla : 2 - 0
- Stade sportif sfaxien (Ligue II) - Association sportive de Djerba (Ligue II) : 3 - 2
- Union sportive de Bousalem - Grombalia Sports (Ligue II) : 0 - 0 (t. a. b. 4 - 3)
- El Makarem de Mahdia (Ligue II) - Union sportive de Ben Guerdane : 1 - 0
- Football Club de Jérissa - Club olympique de Sidi Bouzid : 4 - 0
- Football Mdhilla Club - Avenir sportif de Gabès : 0 - 1
- Stade gabésien (Ligue II) - Avenir sportif de Beni Khedache : 2 - 0
- Olympique du Kef (Ligue II) - Jeunesse sportive métouienne : 1 - 0
- Avenir sportif de Kasserine (Ligue II) - Espoir sportif de Bouficha : 3 - 1
- Association sportive de l'Ariana (Ligue II) - Tataouine Sport : 1 - 0
- Ennahdha sportive de Jemmal - Avenir sportif d'Oued Ellil : 0 - 2
- Avenir sportif de Tozeur - Étoile sportive de Béni Khalled : 3 - 3 (t. a. b. : 5 - 4)
- Club sportif hilalien (Ligue II) - Espérance sportive de Zarzis (Ligue II) : 2 - 0
- Sporting Club de Ben Arous (Ligue II) - Tinja Sport : 1 - 2
- Enfida Sports - Jeunesse sportive Cité El Habib : 1 - 0
- STIA Sousse (Ligue II) - El Gawafel sportives de Gafsa-Ksar : 0 - 1
- Club sportif de Bargou - Croissant sportif de M'saken : 3 - 1
- Jeunesse sportive de La Manouba - Association Mégrine Sport (Ligue II) : 0 - 1

### Seizièmes de finale
Trente-deux équipes participent à ce tour, les 18 qualifiés du tour précédent et les quatorze clubs de la division nationale (Ligue I). Les matchs sont joués le 19 janvier 1987.
| Équipe 1                         | Équipe 2                           | Score 90' | Score 120' | Tirs au but |
| -------------------------------- | ---------------------------------- | --------- | ---------- | ----------- |
| Avenir sportif de La Marsa       | Stade africain de Menzel Bourguiba | 1 - 0     |            |             |
| Club sportif de Hammam Lif       | Stade sportif sfaxien              | 3 - 0     |            |             |
| Jeunesse sportive kairouanaise   | Union sportive de Bousalem         | 7 - 0     |            |             |
| El Makarem de Mahdia             | Football Club de Jérissa           | 0 - 0     | 1 - 0      |             |
| Avenir sportif de Gabès          | Stade tunisien                     | 0 - 0     | 0 - 1      |             |
| Club africain                    | Stade gabésien                     | 6 - 0     |            |             |
| Olympique du Kef                 | Océano Club de Kerkennah           | 4 - 0     |            |             |
| Avenir sportif de Kasserine      | Club sportif sfaxien               | 0 - 0     | 0 - 0      | 2 - 4       |
| Sfax railway sport               | Club athlétique bizertin           | 0 - 0     | 0 - 0      | 2 - 3       |
| Association sportive de l'Ariana | Avenir sportif d'Oued Ellil        | 1 - 1     | 2 - 1      |             |
| Avenir sportif de Tozeur         | Olympique de Béja                  | 0 - 2     |            |             |
| Club sportif hilalien            | Union sportive monastirienne       | 1 - 1     | 2 - 1      |             |
| Tinja Sport                      | Espérance sportive de Tunis        | 0 - 2     |            |             |
| Enfida Sports                    | El Gawafel sportives de Gafsa-Ksar | 1 - 0     |            |             |
| Club sportif de Bargou           | Association Mégrine Sport          | 1 - 0     |            |             |
| Étoile sportive du Sahel         | Club olympique des transports      | 1 - 1     | 1 - 1      | 0 - 3       |

### Huitièmes de finale
| Date         | Équipe 1                      | Équipe 2                         | Score 90' | Score 120' | Tirs au but |
| ------------ | ----------------------------- | -------------------------------- | --------- | ---------- | ----------- |
| 15 mars 1987 | Espérance sportive de Tunis   | Association sportive de l'Ariana | 2 - 0     |            |             |
| 15 mars 1987 | Olympique de Béja             | Club sportif sfaxien             | 1 - 1     | 2 - 1      |             |
| 15 mars 1987 | Club africain                 | Stade tunisien                   | 0 - 0     | 0 - 0      | 3 - 2       |
| 15 mars 1987 | Club sportif hilalien         | Enfida Sports                    | 2 - 0     |            |             |
| 15 mars 1987 | Club olympique des transports | Jeunesse sportive kairouanaise   | 1 - 0     |            |             |
| 15 mars 1987 | Olympique du Kef              | Club sportif de Hammam Lif       | 0 - 0     | 0 - 0      | 5 - 6       |
| 15 mars 1987 | Club sportif de Bargou        | Avenir sportif de La Marsa       | 1 - 3     |            |             |
| 15 mars 1987 | Club athlétique bizertin      | El Makarem de Mahdia             | 3 - 2     |            |             |

### Quarts de finale
| Date       | Équipe 1                    | Équipe 2                      | Score 90' | Score 120' | Tirs au but |
| ---------- | --------------------------- | ----------------------------- | --------- | ---------- | ----------- |
| 3 mai 1987 | Espérance sportive de Tunis | Olympique de Béja             | 4 - 2     |            |             |
| 3 mai 1987 | Club sportif hilalien       | Club olympique des transports | 1 - 1     | 2 - 2      | 1 - 4       |
| 3 mai 1987 | Club sportif de Hammam Lif  | Avenir sportif de La Marsa    | 0 - 0     | 0 - 0      | 3 - 4       |
| 3 mai 1987 | Club africain               | Club athlétique bizertin      | 0 - 0     | 0 - 0      | 2 - 4       |

### Demi-finales
| Date        | Équipe 1                      | Équipe 2                    | Score 90' | Score 120' | Tirs au but |
| ----------- | ----------------------------- | --------------------------- | --------- | ---------- | ----------- |
| 23 mai 1987 | Club olympique des transports | Avenir sportif de La Marsa  |           | 1 - 1      | 1 - 2       |
| 24 mai 1987 | Club athlétique bizertin      | Espérance sportive de Tunis | 0 - 0     | 0 - 0      | 4 - 3       |

### Finale
| Date         | Équipe 1                 | Équipe 2                   | Score 90' |
| ------------ | ------------------------ | -------------------------- | --------- |
| 14 juin 1987 | Club athlétique bizertin | Avenir sportif de La Marsa | 1 - 0     |

Le but de la finale est marqué par Lotfi El May (11e min). La rencontre est dirigée par l'arbitre Rachid Ben Khedija avec l'assistance de Naceur Kraïem et Habib Mimouni, alors que Mahmoud Hosni est quatrième arbitre.
Les formations alignées sont :
- Club athlétique bizertin (entraîneur : Youssef Zouaoui) : Ahmed Bourchada - Salah Chellouf, Hmaid Romdhana, Yacine Dziri, Hosni Zouaoui, Ali Mfarej, Mourad Gharbi, Mansour Shayek (puis Sami Lourali), Mohsen Gharbi (puis Adel Smirani), Hamda Ben Doulet, Lotfi El May
- Avenir sportif de La Marsa (entraîneur : Hédi Kouni) : Naceur Bedoui - Jamel Ghomrasni, Mustapha Sassi, Ezzedine Ghrabi, Hichem Mannaï, Mohamed Gasri, Mohamed Ali Mahjoubi, Habib Brinis, Samir Ben Messaoud, Wahbi Echi (puis Mokhtar Ben Amara), Raouf Hasni

## Meilleurs buteurs
Mohieddine Habita (COT), Mohamed Denden (JSK) et Fethi Ouasti (OB) marquent chacun trois buts dans cette compétition.